# William Miller (stavhoppare)
William Waring "Bill" Miller, född 1 november 1912 i Dodge City i Kansas, död 13 november 2008 i Paradise Valley i Arizona, var en amerikansk friidrottare.
Miller blev olympisk mästare i stavhopp vid olympiska sommarspelen 1932 i Los Angeles.